# Stara Huta, Stara Vîjivka
Stara Huta (în ucraineană Стара Гута) este localitatea de reședință a comunei Stara Huta din raionul Stara Vîjivka, regiunea Volînia, Ucraina.

## Demografie
Componența lingvistică a localității Stara Huta
     Ucraineană (99,74%)
     Alte limbi (0,26%)
Conform recensământului din 2001, majoritatea populației localității Stara Huta era vorbitoare de ucraineană (99,74%), existând în minoritate și vorbitori de alte limbi.